# Напата
Напата (егип. npt) — древний город на западном берегу Голубого Нила, располагался на 400 километров севернее Хартума, современной столицы Судана. Был основан около 1450 года до н. э. нубийцами. Через 600 лет он стал столицей Куша. После того, как столица была перенесена в Мероэ, Напата стала религиозным центром. Согласно, римским хроникам, в 24 году до н. э. разрушена римлянами при царствовании царицы Аманирены. Римлянами командовал Гай Петроний (префект Египта).  Однако, археология обнаружила, что Напата не содержит следов разрушений и пожара, и судя по всему Петроний так и не взял Напату.

## Новый город Амона
Руины этого города впервые описаны европейскими исследователями в 1820 году. При последующих исследованиях были обнаружены руины 13 храмов и 3 дворцов. Самый большой храм — храм Амона — и по сей день считается священным среди местного населения.
Город находился ниже четвёртого порога Нила. Сегодня некоторые постройки в Напате входят в Список всемирного наследия Африки. Развалины этого древнего города расположены у подножия священной для древних египтян скалы Джебель-Баркал — места, где жил сам бог Амон и где был выстроен в честь этого бога большой храм.
Культ Амона в Напате начал складываться во времена XVIII династии. Он пришёл на смену многочисленным местным божествам. Амон в Напате часто изображался сидящим на троне с телом человека и головой барана.
Храмы и кладбища находились на окраине города, за скалой Джебель-Баркал, между пустыней и сельскохозяйственными угодьями, сам же город тянулся вдоль берега реки. Важную роль в жизни Напаты играла религия. Город являлся не только важным местом паломничества, но и находился на пересечении нескольких торговых путей. Важной торговой артерией для торговли являлся Нил, по которому караваны из центральной Африки могли добираться через Египет до Средиземного моря и далее к берегам других государств.

## Раскопки Напаты
Самые масштабные раскопки предпринимались в 1916—1920 годах Джорджем Э. Рейснером. При этом лишь небольшая часть собранной информации была опубликована и стала доступна для широкой аудитории. Сегодня здесь проводятся раскопки итальянскими исследователями.
В 2003 году ЮНЕСКО присвоило статус Всемирного наследия руинам пирамиды Амунтемпела[уточнить] и некоторым другим древним архитектурным постройкам в Напате.

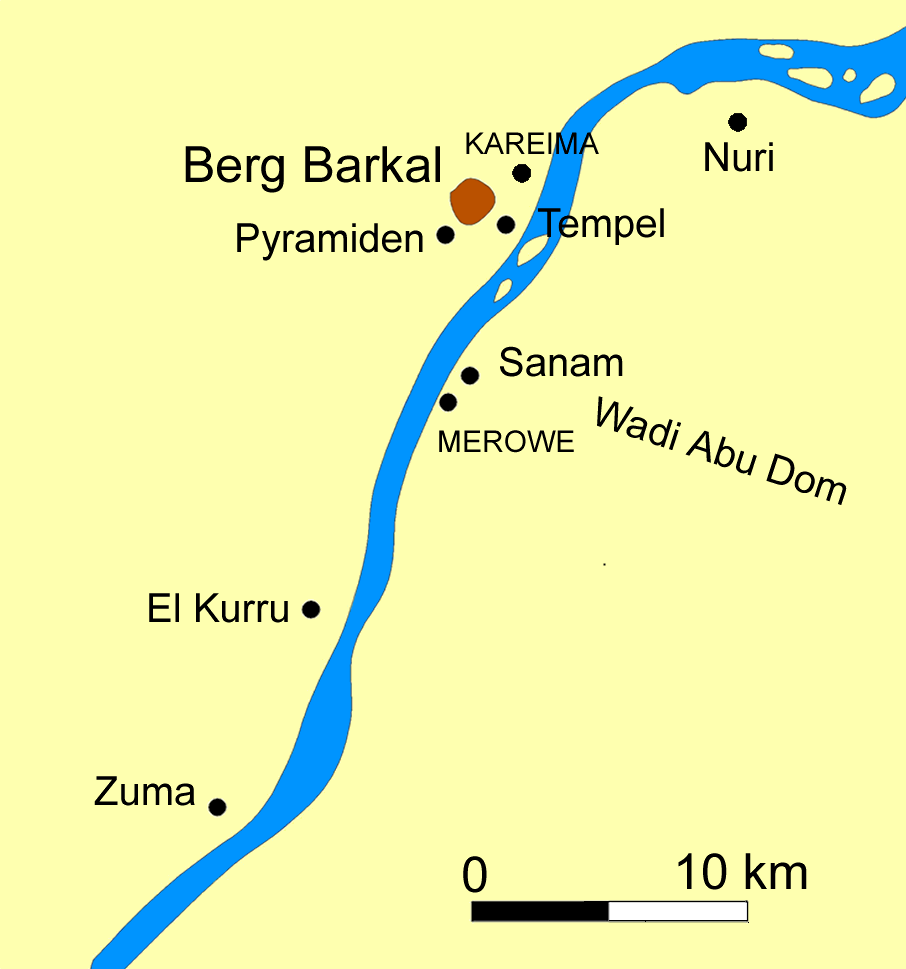
Джебель-Баркал и его окрестности
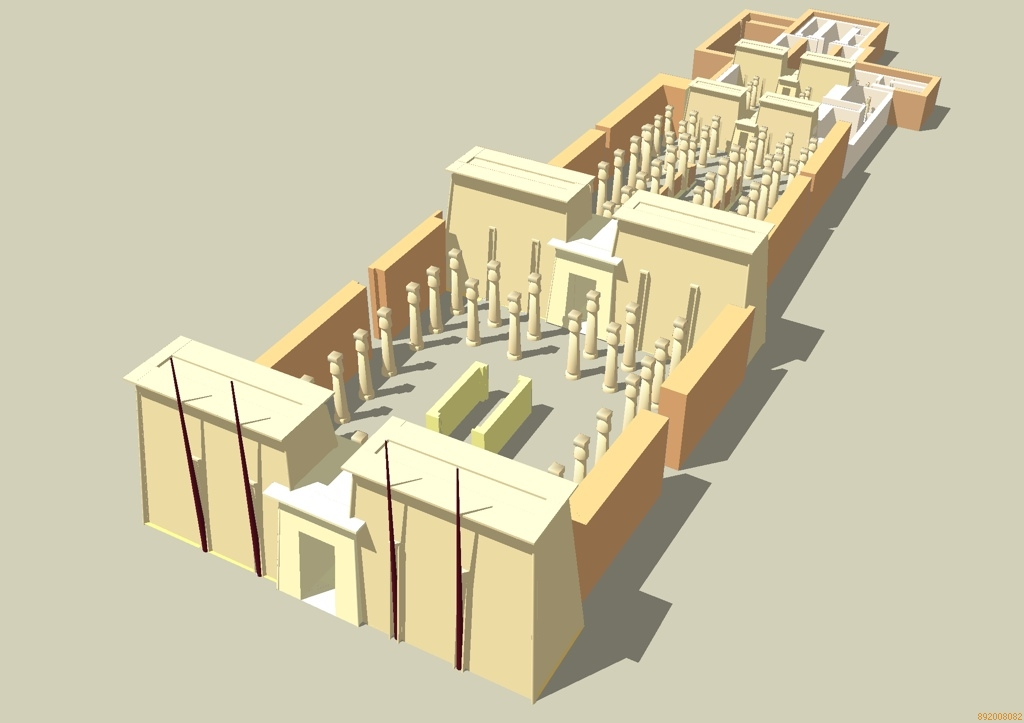
Воссоздание храма Амона в Джебель-Баркал при фараонах XXV династии
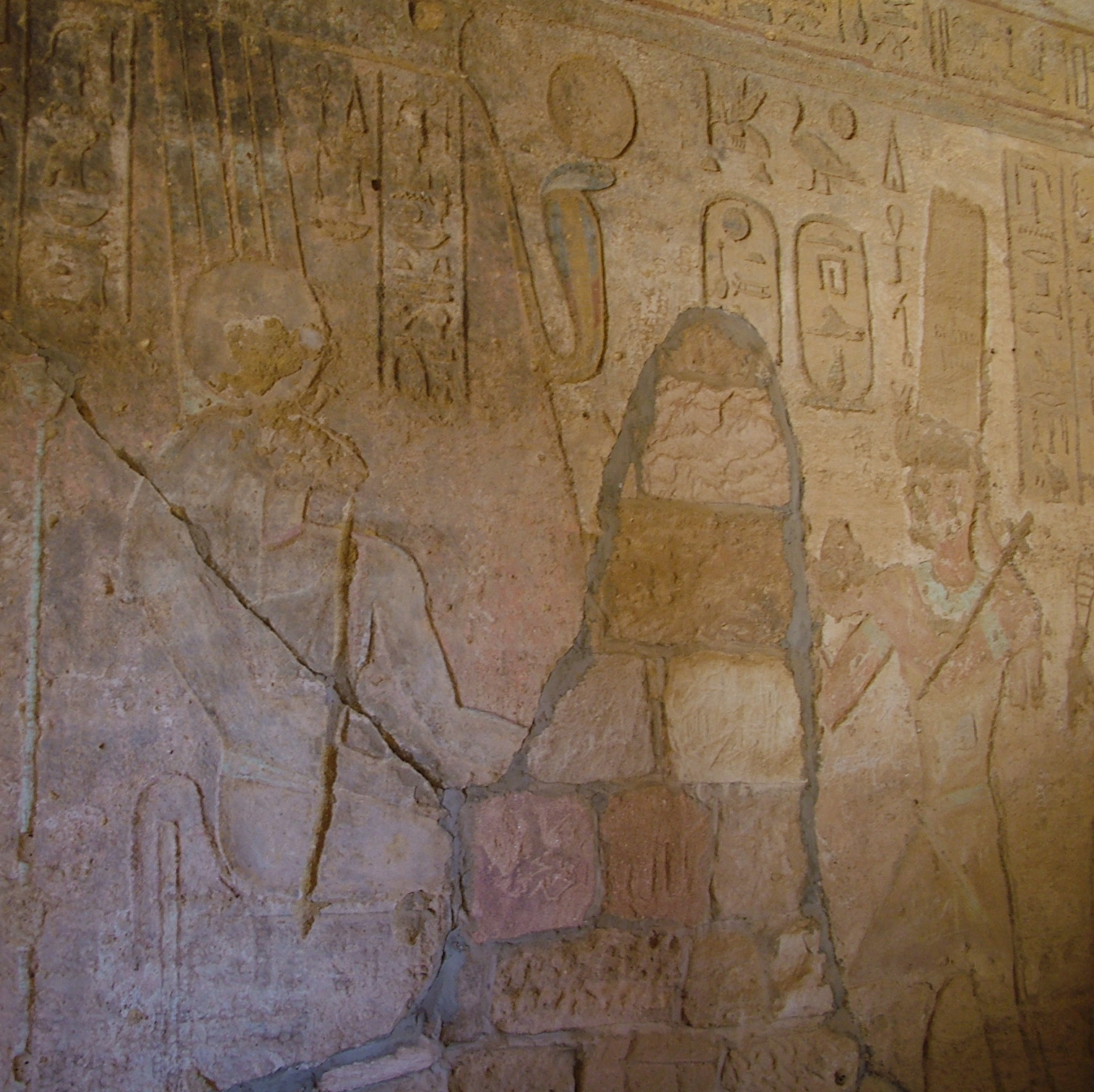
Изображение бога Амона

## Напата в культуре
Напата упоминается в либретто оперы Джузеппе Верди «Аида» (говорится об ущелье у Напаты).
Total War: Pharaoh: Dyansties можно сыграть за Мемнона, если выбрать Напату.